# Šesti Gabar
Šesti Gabar (em cirílico: Шести Габар) é uma vila da Sérvia localizada no município de Knjaževac, pertencente ao distrito de Zaječar, na região de Timočka Krajina. A sua população era de 83 habitantes segundo o censo de 2011.

## Demografia
| 1948 | 1953 | 1961 | 1971 | 1981 | 1991 | 2002 | 2011 |
| ---- | ---- | ---- | ---- | ---- | ---- | ---- | ---- |
| 1404 | 1270 | 1110 | 774  | 495  | 308  | 173  | 83   |